# André Thomas
Pour les articles homonymes, voir Thomas (patronyme).
Ne doit pas être confondu avec André-Thomas ou Jean-André Thomas.
André Thomas est un directeur de la photographie français, de son nom complet André Georges Thomas, né le 25 décembre 1911 à Plouaret (Côtes-d'Armor), mort le 22 novembre 1956  à Paris (1er arrondissement).

## Biographie
André Thomas débute comme chef opérateur sur Primerose de René Guissart (avec Madeleine Renaud et Henri Rollan), tourné en 1933 et sorti en 1934. Au long d'une carrière qui s'achève en 1956 avec sa mort prématurée, il contribue à une quarantaine de films (majoritairement français), dont dix réalisations de Jean Dréville, notamment Copie conforme en 1947, avec Louis Jouvet et Suzy Delair.
Il collabore également à plusieurs coproductions, notamment Quand vient l'amour de Maurice Cloche (avec Mylène Demongeot), film franco-yougoslave, son dernier, sorti en 1957. En outre, il travaille sur trois films britanniques de Terence Young sortis en 1948, dont Les Ennemis amoureux (avec Stewart Granger et Edwige Feuillère).
Enfin, pour la télévision, André Thomas dirige les prises de vues de deux épisodes, diffusés en 1955, de la série policière franco-américaine Chasse au crime (avec Louis Jourdan et Claude Dauphin).

## Filmographie

### Au cinéma (sélection)
(films français, comme directeur de la photographie, sauf mention contraire)
- 1934 : La Banque Némo de Marguerite Viel
- 1934 : Primerose de René Guissart
- 1935 : La Kermesse héroïque de Jacques Feyder (film franco-allemand ; version française ; cadreur)
- 1936 : Die klugen Frauen de Jacques Feyder (version allemande de La Kermesse héroïque ; cadreur)
- 1936 : Mister Flow de Robert Siodmak (cadreur)
- 1937 : Paris de Jean Choux
- 1937 : Aloha, le chant des îles de Léon Mathot
- 1937 : Troïka sur la piste blanche de Jean Dréville
- 1937 : Maman Colibri de Jean Dréville
- 1938 : Chéri-Bibi de Léon Mathot
- 1938 : Le Joueur d'échecs de Jean Dréville
- 1940 : De Mayerling à Sarajevo de Max Ophüls (film franco-britannique ; cadreur)
- 1940 : Menaces d'Edmond T. Gréville
- 1941 : La Prière aux étoiles de Marcel Pagnol (film inachevé)
- 1941 : L'Enfer des anges de Christian-Jaque
- 1942 : La Croisée des chemins d'André Berthomieu
- 1943 : Départ à zéro de Maurice Cloche
- 1943 : Adieu Léonard de Pierre Prévert
- 1943 : Tornavara de Jean Dréville
- 1943 : Le Voyageur de la Toussaint de Louis Daquin (film franco-italien)
- 1944 : L'Île d'amour de Maurice Cam
- 1945 : Les Cadets de l'océan de Jean Dréville
- 1945 : Espoir, sierra de Teruel d'André Malraux et Boris Peskine (film franco-espagnol)
- 1945 : La Ferme du pendu de Jean Dréville
- 1946 : Vive la liberté de Jeff Musso
- 1946 : Le Visiteur de Jean Dréville
- 1947 : Le Chanteur inconnu d'André Cayatte
- 1947 : Copie conforme de Jean Dréville
- 1948 : L'Étrange Rendez-vous (Corridor of Mirrors) de Terence Young (film britannique)
- 1948 : One Night with You de Terence Young (film britannique)
- 1948 : Les Ennemis amoureux (Woman Hater) de Terence Young (film britannique)
- 1949 : La Veuve et l'Innocent d'André Cerf
- 1949 : Maya de Raymond Bernard
- 1950 : Le Grand Rendez-vous de Jean Dréville
- 1950 : Black Jack de Julien Duvivier et José Antonio Nieves Conde (film franco-hispano-britannique)
- 1951 : Andalousie de Robert Vernay (film franco-espagnol)
- 1952 : Torticola contre Frankensberg de Paul Paviot (court métrage)
- 1952 : Les Sept Péchés capitaux, segment La Paresse de Jean Dréville (film à sketches franco-italien)
- 1953 : La Loterie du bonheur de Jean Gehret
- 1953 : Un caprice de Caroline chérie de Jean Devaivre
- 1954 : Paris d'Henri Calef (court métrage documentaire)
- 1954 : C'est... la vie parisienne d'Alfred Rode
- 1955 : La Tour de Nesle d'Abel Gance (film franco-italien)
- 1956 : Le Sang à la tête de Gilles Grangier
- 1957 : Quand vient l'amour de Maurice Cloche (film franco-yougoslave)

### À la télévision (intégrale)
- 1955 : Série Chasse au crime (Paris Precinct), épisodes Police Headquarters et Two Blind Men de Sobey Martin